# Pesniary
Pesniary (ou Pesnyary) (en biélorusse : Песняры) est un groupe de folk rock biélorusse,. 

## Historique
Le groupe est officiellement formé le 1er septembre 1969 par le guitariste Vladimir Mouliavine. Avant cela, ils étaient connus sous le nom de Liavony (Лявоны). 
En 2003, Mouliavine est victime d'un accident de la route. Sa disparition signe la fin des Pesniary tels que connus, même si plusieurs nouveaux groupes se produisent sous les noms dérivés et interprètent les morceaux de leur répertoire. Après la mort de Mouliavine, trois différents groupes se disputeront le nom de Pesniary. Ils incluent : Belarusian State Ensemble Pesniary, un groupe auto-produit par l'État biélorusse ; Belorusskie Pesniary, mené par le saxophoniste de Pesniary, Vladislav Missevitch ; et Pesniary, mené par l'ancien chanteur de Pesniary, Leonid Bartkevich.

## Style musical
Leur style musical rock est principalement basé sur le folklore biélorusse. Pesniary est l'un des rares groupes soviétiques à avoir pu se produire aux États-Unis. Ils effectuent une tournée avec le groupe américain The New Christy Minstrels, en Caroline du Nord, en 1976.